# Apple II Plus
Az Apple II Plus számítógépet az Apple gyárotta és forgalmazta 1979 júniusa és 1982 decembere között 42 hónapon keresztül.

## Története
Az 1979 júniusában bemutatott Apple II Plus ROM-ban tartalmazta az Applesoft BASIC programozási nyelvet. Ez a Microsoft által írt BASIC nyelvjárás, amely korábban frissítésként volt elérhető, támogatta a lebegőpontos számításokat, és az Apple II sorozat szabványos BASIC dialektusává vált. 16, 32 vagy 48 KiB RAM-mal szállították. Az gép MOS Technology 6502-es mikroprocesszora maximum 48 KiB-ot tudott támogatni, így a Nyelvi kártyán levő kód csak olvasható volt. Az Apple II-höz hasonlóan az Apple II Plus-nak sem volt kisbetűs funkciója. A billentyűzet minden betűje nagybetű volt, nem volt Caps Lock billentyű, és nem volt kisbetű sem a számítógép ROM-jában tárolt szövegmódú betűtípusban. Az 1982-ben eladott 300 000 Apple II számítógépből 45 000 volt Apple II Plus. A II Plus gyártását az Apple 1982 decemberében leállította.
A bézs színű gép súlya 5,2 kg, magassága 113 mm, szélessége: 387 mm és mélysége 457 mm volt. A Apple II Plus számítógépet egymagos 1 MHz-es MOS 6502  processzor vezérelte, az 1 MHz-en működő rendszerbusz 8-bites architektúrát szolgált ki. Külső adattárolási lehetőséget a beépített Disk II floppy drive nyújtott. A géphez 52 gombos billentyűzet tartozott A gépet Apple DOS 3.2 operációs rendszerrel szállította az Apple. A gépet beépített memória nélkül gyártották, maximálisan 48/64kB kezelésére volt képes a gyári specifikáció szerint, a bővítéshez 24 hely (slot) állt rendelkezésre. A gépnek nem volt ROM-ja. A számítógépnek nem volt saját kijelzője. Külső megjelenítő csatlakoztatására szolgált egy RCA csatlakozó, a külső megjelenítőn 280x192 (6 színben), 40x18 (16 színben) grafikai vagy 40x24 karakteres felbontás volt elérhető. Az Apple II Plus a következő csatlakozási lehetőségeket kínálta: egy I/O @1500b/s, egy GAME I/O (16 pin), egy RCA, egy audió kimenet. A gép bővíthetőségét szolgálta egy 50 tűs Apple-csatlakozó.

## Apple számítógépek technikai adatai
A táblázat nem tartalmazza az összes műszaki paramétert. Az egyes modelleknél a bemutatáskor érvényes adatokat soroljuk fel, a későbbi frissítéseket nem.
| Gépneve bemutatva kivezetve      | Méretmagasság szélesség mélység súlySzín | Processzortípus @órajel architektúra magok száma | Média                | Billentyűzet  | Operációs rendszer | Memóriaalap (max.) hely ROM | Kijelzőmérete felbontása | Grafikakimenet, képpont és szöveg felbontás | Csatlakozókkazetta, játék, kijelző, soros, párhuzamos, hang...       | Bővíthetőség                 |
| -------------------------------- | ---------------------------------------- | ------------------------------------------------ | -------------------- | ------------- | ------------------ | --------------------------- | ------------------------ | ------------------------------------------- | -------------------------------------------------------------------- | ---------------------------- |
| Apple II Plus1979 jún. 1982 dec. | 113 mm 387 mm 457 mm 5,2 kg bézs         | MOS 6502 @1 MHz, 8 bit 1 mag                     | Disk II floppy drive | 52 billenytűs | Apple DOS 3.2      | 0kB, (48/64kB) 24 slot      |                          | 1xRCA280x192 @6 40x18 @1640x24 kar.         | · 1x I/O @1500b/s · 1x GAME I/O (16 pin) · 1x RCA · 1x audió kimenet | · 1x 50-tűs Apple-csatlakozó |

## Az Apple számítógépek az időben
| Az Apple számítógépek idővonalon |
| --- |
| |
| A színek kezdete a bemutató időpontja, a forgalmazás több esetben is hónapokkal később kezdődött. Megeshet, hogy egy csík végét kitakarja egy másik csík eleje. Előfordul, hogy a gyártás befejezését követően még egy ideig forgalomban marad a gép adott verziója. Az egyes eszközök technikai paraméterei a MacTracker alkalmazásból származnak. A Macintosh XL azért szerepel a grafikonon, mert technikailag a Lisa 2 utóda, de a neve miatt a Compact Macintosh számítógépek közé szokás besorolni. |